# Ivan Zafirov
Pour les articles homonymes, voir Zafirov.
Ivan Georgiev Zafirov (bulgare : Иван Георгиев Зафиpoв) (né le 30 décembre 1947 à Sofia en Bulgarie) est un joueur de football international bulgare, qui évoluait au poste de défenseur.

## Biographie

### Carrière en sélection
Avec l'équipe de Bulgarie, il dispute 21 matchs (pour aucun but inscrit) entre 1968 et 1980. Il figure notamment dans le groupe des sélectionnés lors des JO de 1968 (4 matchs joués).
Il participe également à la coupe du monde de 1974 (sans jouer).

## Palmarès
Bulgarie olympique
- Jeux olympiques :
  -  Argent : 1968.